# Handwerker- und Kunstgewerbeschule Elberfeld
Die Handwerker- und Kunstgewerbeschule Elberfeld war eine Kunstgewerbeschule und höhere Fachschule für gestaltende Handwerksberufe und angehende Zeichenlehrer in Elberfeld, Rheinprovinz.

## Geschichte
Die künstlerische Ausbildungseinrichtung wurde im Jahr 1896 in der Trägerschaft der Stadt Elberfeld gegründet und ging aus einer bereits in den 1860er Jahren existierenden „gewerblichen Zeichenschule“ hervor, um deren Aufwertung zu einer Kunstgewerbeschule das Preußische Unterrichtsministerium in den 1880er und 1890er Jahren mit der Stadt verhandelt hatte. Auch hatte sich unter der Leitung des Elberfelder Architekten Rudolf Hermanns ein Kreis angesehener Bürger zu einem Kunstgewerbeverein zusammengeschlossen, um diesem Ziel näher zu kommen. Zu ihrer Eröffnung am 1. Oktober 1897 führte die Schule die Bezeichnung Handwerker- und Kunstgewerbeschule Elberfeld und stand unter der Leitung des Malers Richard Meyer, der bei der Gründung des Kunstgewerbevereins einen wegweisenden Vortrag zu Sinn, Zweck und Programm einer Kunstgewerbeschule gehalten hatte.
Durch Meyers Einfluss auf die Auswahl ihm geeignet erscheinenden Lehrpersonals und auf den Lehrplan wurde die kunstpädagogische Ausrichtung der Schule, die sich den zeitgenössischen Strömungen des Jugendstils und den Reformbewegungen weit öffnete, in den folgenden Jahren maßgeblich bestimmt. Als Meyer zum 1. April 1905 zur Staatlichen Kunstgewerbeschule Hamburg wechselte, folgte ihm der Kunstschriftsteller Otto Schulze-Köln als Direktor. Die Schule existierte bis zum Jahr 1930, als sie nach Verschmelzung der Städte Elberfeld und Barmen zur Stadt Wuppertal mit der Kunstgewerbeschule Barmen vereinigt wurde. Die daraus hervorgehende Kunstgewerbeschule trug in den 1930er und 1940er Jahren die neue Bezeichnung Meisterschule für das gestaltende Handwerk Wuppertal, nach dem Zweiten Weltkrieg den Namen Werkkunstschule Wuppertal.
Im August 1971 wurden die Staatlichen Ingenieurschulen für Maschinenwesen und Elektrotechnik in Wuppertal und Remscheid, die Textilingenieurschule, die Staatliche Ingenieurschule für das Bauwesen, die Werkkunstschule Wuppertal und die Höhere Fachschule für die Grafische Industrie zur Fachhochschule Wuppertal zusammengefasst, aus der 2003 die Bergische Universität Wuppertal hervorging.

## Ausbildung
Jugendliche, junge Männer, auf Betreiben Meyers ab dem Jahr 1900 auch Mädchen und junge Frauen, wurden in Studienklassen, Fachklassen und Lehrwerkstätten durch Tages-, Abend- und Sonntagsunterricht ausgebildet. Meisterkurse gab es für Buchbinder und Kunstschlosser. Neben dem Unterricht in neun Fachklassen, die unter der Leitung von Fachlehrern standen, wurden in ergänzenden Klassen allgemeines Zeichnen, Projektion, Schattenlehre, Perspektive, Anatomie, Akt, umfassendes Naturstudium, Pflanzenzeichnen nach Moritz Meurer, Kunstgeschichte sowie Stil- und Formengeschichte unterrichtet.
Bald nach Schulgründung nahm Meyer sich vor, die Einrichtung von der Unterweisung wenig vorgebildeter Handwerkslehrlinge zu entlasten und zu einer „Gesellen- und Meisterschule“ zu entwickeln. Diese Linie führte Schulze-Köln fort. Die Schüler konnten eine Prüfung zum „Künstlereinjährigen“ absolvieren. Ferner konnten beruflich vorgebildete Schülerinnen und Schüler nach ihrem Studium an der Kunstgewerbeschule durch eine Prüfung vor der Königlichen Prüfungskommission an der Kunstakademie Düsseldorf das Zeichenlehrerexamen ablegen, so dass sie anschließend als Lehrer an höheren Lehranstalten, an Handwerker- und Kunstgewerbeschulen bzw. gewerblichen Fachschulen arbeiten konnten. Als Schulgeld wurden im Jahr 1906 für ein Semester 24 Mark erhoben.

## Bekannte Lehrer
- Eberhard Abele (1871–1948), Architekt und Innenarchitekt
- Alfred Johann Altherr (1875–1945), Architekt
- Max Bernuth (1872–1960), Maler und Buchillustrator
- Louis Heitsch (1866–1921), Bildhauer
- Walter Kampmann (1887–1945), Maler, Grafiker und Bildhauer
- Hilmar Lauterbach (1869–1942), Kunstschmied und Ziseleur
- Julius Mermagen (1874–1954), Maler
- Richard Meyer (1863–1953), Maler, Schuldirektor
- Heinrich Phieler (1874–1962), Grafiker, Lehrer für kunstgewerblichen Entwurf
- Johann Rudel (1868–1955), Kunstbuchbinder
- Carl Salomonn (1864–1942), Maler
- Otto Schulze-Köln (1863–1936), Kunstschriftsteller, Schuldirektor
- Paul Wynand (1879–1956), Bildhauer

## Bekannte Schüler
- Ewald Balser (1898–1978), Schauspieler
- Eugen Batz (1905–1986), Maler und Fotograf
- Fritz Bernuth (1904–1979), Bildhauer und Porzellandesigner
- Max Bittrof (1890–1972), Grafikdesigner, Schriftentwerfer und Briefmarkenkünstler
- Arno Breker (1900–1991), Bildhauer
- Max Burchartz (1887–1961), Grafiker, Typograf und Maler
- Wilhelm Deffke (1887–1950), Gebrauchsgrafiker und Werbekünstler
- Adolf Gebhard (1887–1974), Maler und Grafiker
- Irma Hartje-Leudesdorff (1881–1958), Bildhauerin
- F. Otto Hoppe (1882–1967), Metallkünstler und Industriedesigner
- Friedrich Knollmann (1880–1920), Politiker
- Ernst Müller-Blensdorf (1896–1976), Bildhauer
- Diet Plaetzer (1892–1958), Maler und Sgraffito-Künstler
- Rudolf Ritter (1881–1915), Maler und Grafiker
- Adolf Röder (1904–1983), Maler, Grafiker und Galerist
- Harald Schmahl (1912–1964), Bildhauer
- Carl Moritz Schreiner (1889–1948), Bildhauer
- Curtius Schulten (1893–1967), Landschaftsmaler
- Hannes Schultze-Froitzheim (1904–1995), Maler und Grafiker
- Josef Schwindling (1912–1957), Bildhauer und Keramiker
- Lorenz Sedlmayr (1887–1971), Staatssekretär
- Karl Staudt (1884–1930), Maler
- Milly Steger (1881–1948), Bildhauerin
- Fritz Uphoff (1890–1966), Maler
- August Vetter (1887–1976), Psychologe
- Ewald Vetter (1894–1981), Maler, Zeichner und Grafiker
- Otto Friedrich Weber (1890–1957), Maler
- Hugo Weischet (1897–1976), Maler
- Sulamith Wülfing (1901–1989), Grafikerin und Illustratorin

## Trivia
In dem Sketch Die Benimmschule von Loriot, einem Schüler der Staatlichen Kunstgewerbeschule Hamburg (Landeskunstschule), heißt es unter anderem, dass Elberfeld eine „erstklassige Kunstgewerbeschule“ habe. Diese Passage gehört zu den beliebtesten Loriot-Zitaten.